# Машанов, Акжан Жаксыбекулы
Акжан Машанов (псевдоним — аль-Машани; 2 [15] сентября 1906, Жарлы — 2 мая 1997, Алма-Ата) — советский горный инженер, геолог, основоположник казахстанской школы геомехаников, доктор геолого-минералогических наук (1946), профессор (1968), член-корреспондент АН Казахской ССР (1946), заслуженный деятель науки Казахской ССР (1966). Получил известность как писатель, переводчик трудов аль-Фараби.

## Биография
Родился в 1906 году в селе Жарлы Каркаралинского уезда Семипалатинской области (в СССР — совхоз Нуркен, Карагандинская область).
В 1924 году поступил в педагогический техникум в Каркаралинске.
В 1934 году поступил в Казахский горно-металлургический институт. Окончил его с отличием в 1939 году по специальности горный инженер-геолог. Стал первым аспирантом КазГМИ.
В 1943 году защитил кандидатскую диссертацию на тему «Структура Тургайского рудного поля». Участвовал в открытии Акбастау-Кушмурынского, Жартасского, Джезказганского месторождений.
Работал в Казахском филиале АН СССР. 1 июня 1946 года был выдвинут и утверждён членом-корреспондентом Академии наук Казахской ССР.
В 1946—1950 годах — преподаватель в Казахском педагогическом институте.
В 1950—1988 годах преподавал в Казахском государственном политехническом институте.
В 1960-х годах изучил арабский и персидский языки. Изучал труды аль-Фараби. В 1972 году стал инициатором проведения в Алма-Ате международной конференции к 1100-летию аль-Фараби.
Скончался 2 мая 1997 года в Алма-Ате.

## Награды
- Орден Ленина.
- Орден Трудового Красного Знамени.
- Заслуженный деятель науки Казахской ССР (1966).

## Публикации
Основные публикации А. Ж. Машанова на русском языке (книги изданы в Алма-Ате):
- Как образовались горы. 1939
- Геометрические методы изучения структуры рудных полей. 1946
- Терминологический русско-казахский словарь: геология, горное дело и металлургия. 1950
- Механика массива горных пород. 1961
- Об изучении наследия Аль-Фараби // Вестник АН КазССР. 1961. № 5.
- Аристотель востока // Юный техник. 1963
- О переводе труда Аль-Фараби на казахский язык // Знание и труд. 1962
- Исчисление Аль-Фараби // Знание и труд. 1967
- Великие ученые Средней Азии и Казахстана 1969
- Кристаллография, минералогия и петрография. 1969
- Аль-Фараби. 1970
- Космология Аль-Фараби. 1971
- Основы горной механики. 1972
- Основы геомеханики скально-трещиноватых пород. 1985
- Геомеханика. 1994.

## Память
- По решению ЮНЕСКО 2006 год объявлен годом столетия аль-Машани.
- В 2006 году «Казпочта» выпустила марку, посвященную столетию ученого.
- Именем ученого названы одна из улиц Алматы и естественно-гуманитарный институт при Казахском национальном техническом университете имени Сатпаева.
- В 2017 году в имя ученого присвоено городской мечети № 1 Караганды.
- Каждый год проводится конференция «Машановские чтения» (Алматы, КазНТУ).
- в 2022 году именем ученого был открыт кабинет в одной из школ Караганды